# Escuadrón 1644
El Escuadrón Ei 1644 (en japonés: 栄1644部隊) - también conocida como Escuadrón 1644, Destacamento Ei 1644, Destacamento Ei, Unidad Tama,: 310–311  Destacamento Nanking, o simplemente Escuadrón Ei, era un laboratorio japonés y una instalación de guerra biológica bajo el control del Departamento de Prevención Epidémica y Purificación de Agua. Fue establecido en 1939 en Nankín, durante la ocupación Japonesa, como una unidad satélite del Escuadrón 731. Tenía 12 departamentos y empleaba a unos 1500 hombres.: 307 
Durante la segunda guerra sino-japonesa, el Escuadrón Ei se dedicó a «producir bacterias letales a gran escala para usarlas como armas contra las fuerzas chinas y la población civil» y «participó directamente en el empleo de armas bacteriológicas contra las fuerzas chinas y los habitantes locales durante las operaciones militares de las tropas japonesas», según su jefe, Shunji Sato.: 73 
Un investigador anónimo, que afirmó estar vinculado al Escuadrón 1644, dijo que se realizaron vivisecciones humanas con regularidad, además de infectar a los humanos con cólera, tifus y peste bubónica. El investigador y su familia no llegaron a un acuerdo sobre la divulgación de su nombre. Sato testificó que el Escuadrón Ei «no llevó a cabo experimentos con seres humanos».: 311 

## Capacidades
Sato declaró que mientras era jefe de la Unidad, estaba «diseñando armas bacteriológicas y produciéndolas a escala masiva. Para ello, el Destacamento Ei de Nanking recibió equipos de alta capacidad y expertos en bacteriología, y produjo bacterias letales a una escala masiva. Bajo mi dirección, la División de Entrenamiento capacitó cada año a unos 300 bacteriólogos con el objeto de emplearlos en la guerra bacteriológica».: 32–33, 73 
Según Sato, «la producción de sustancias bacterianas fue de 10 kilogramos por ciclo de producción».: 308  La instalación también crio pulgas para fines de infección por peste.
Sato también testificó sobre el equipo del Escuadrón Ei, «la capacidad de producción del Destacamento Ei 1644 de Nanking para la producción de bacterias letales fue de hasta 10 kilogramos por ciclo de producción. Para producir esta cantidad de bacterias, el Destacamento Ei 1644 tenía el siguiente equipo: Cultivadores Ishii, aproximadamente 200; sala de incubadoras, 1, de 5x5x3 metros; 2 autoclaves cilíndricos, de 1,5 metros de diámetro y 2,5 metros de largo; incubadoras, aproximadamente 40-50 esterilizadores de vapor, 40-50 calderas Koch, aproximadamente 40-50, y para los medios de cocción, el destacamento tuvo grandes medios...».

## Miembros del Escuadrón EI
El primer Jefe del Escuadrón Ei fue Shiro Ishii, luego el Coronel Oota. En febrero de 1943, Sato fue nombrado Jefe del Escuadrón Ei. Desempeñó su cargo como jefe hasta febrero de 1944.: 532  Sato testificó en los Juicios sobre crímenes de guerra de Jabárovsk que el Escuadrón Ei «poseía equipo de alta capacidad para la reproducción de gérmenes para la guerra bacteriológica».: 15, 307 
El Teniente Coronel Onadera era jefe de la División General. El capitán Murata estaba a cargo de la cría de pulgas.: 309 

## Guerra biológica
A finales de agosto de 1942, el Escuadrón Ei participó en un ataque biológico contra ciudadanos y soldados chinos en los condados de Yushan, Jinhua y Fuqing. Como declaró Kawashima Kiyoshi, «[El] arma bacteriológica se empleó en el suelo, la contaminación del territorio se hizo mediante acciones de sabotaje [...] Las tropas chinas que avanzaban entraron en la zona contaminada y quedaron bajo la acción del arma bacteriológica». Los cultivos de cólera y peste utilizados durante el ataque se elaboraron en el Escuadrón Ei.: 58  Sato testificó que le dijeron que «la plaga, el cólera y los gérmenes paratifoides se emplearon contra los chinos mediante la fumigación. Los gérmenes de la peste se diseminaron a través de las pulgas, los otros gérmenes en forma pura, contaminando depósitos, pozos, ríos, etc.»: 261  Las pulgas de la plaga también eran del Escuadrón Ei.: 309 